# Kaat Croubels
Kaat Croubels is een Belgisch voormalig acro-gymnaste. 

## Levensloop
Op de Wereldspelen van 1997 in het Finse Lahti behaalde ze samen met Tine Dewaele brons op de onderdelen 'balans' en 'combined' bij de damesparen. Tevens werd het duo in zowel 1998 als 1999 Belgisch kampioene in de discipline 'damespaar'. Op het wereldkampioenschap van 1999 te Gent behaalde het duo een vijfde plaats in de balansoefening.